# CJ7 – Den magiska rymdhunden
CJ7 – Den magiska rymdhunden är en kinesisk film producerad, regisserad, skådespelad, samt skriven av Stephen Chow. Den släpptes på dvd i Sverige den 3 september 2008.
Filmen spelades in i Ningbo, i Zhejiang provinsen i Kina.

## Handling
Dicky Chow är en liten fattig pojke som bor med sin pappa i ett slumområde. Pappa skäms för att han inte kan ge sin son en bra framtid och livssituation. En dag hittar Dicky en leksak som visar sig vara en rymdhund och vänder upp och ner tillvaron.

## Rollista
- Stephen Chow − Chow Ti
- Xu Jiao − Dicky Chow
- Kitty Zhang Yuqi − Ms. Yuen
- Lam Chi Chung − bossen
- Lee Sheung Ching − Mr. Cao
- Huang Lei − Johnny
- Min Hun Fung − idrottsläraren